# Ali Hassan

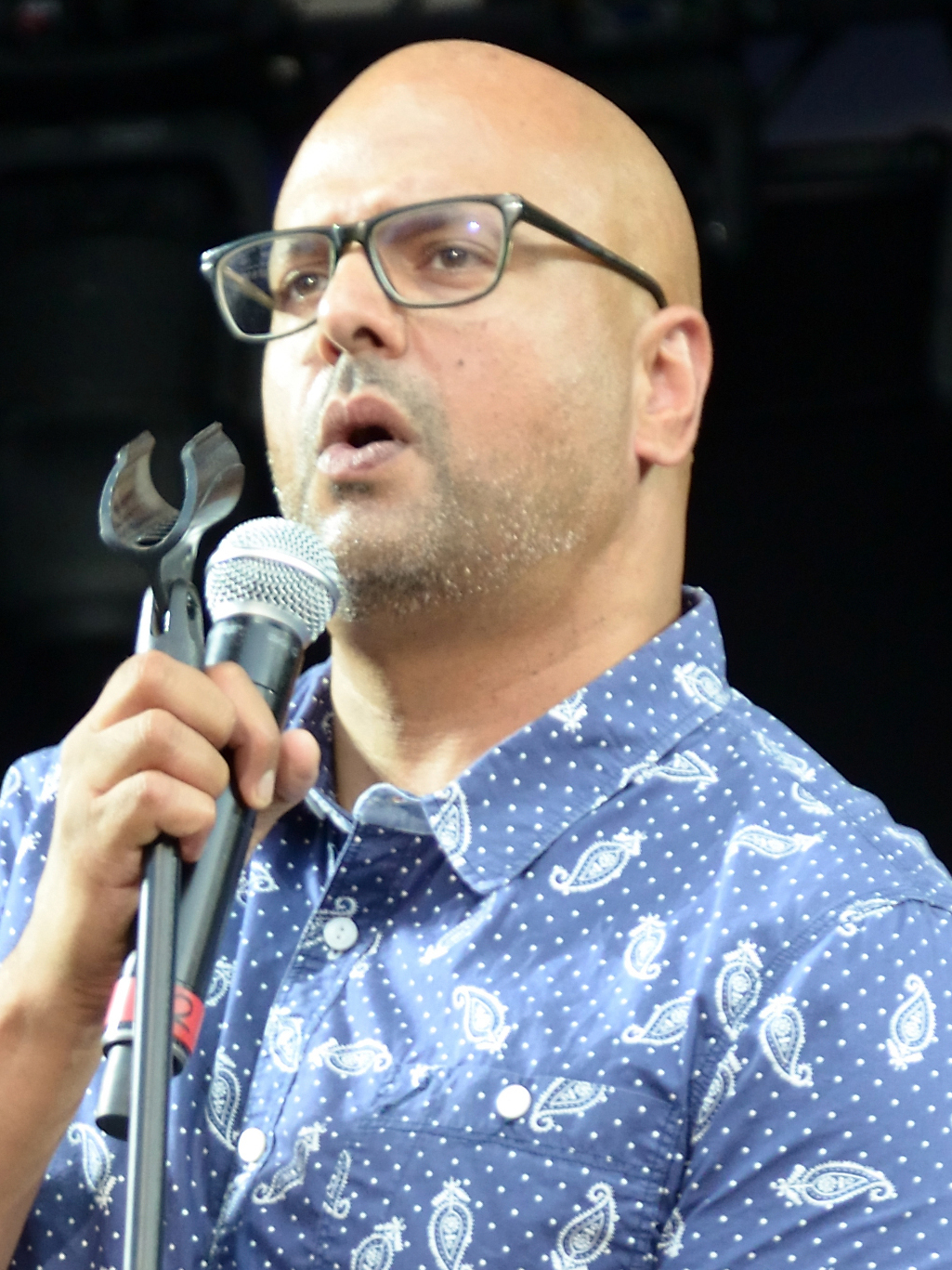
Ali Hassan

Ali Hassan (geboren 10. September unbekanntes Jahr in Fredericton, New Brunswick) ist ein kanadischer Comedian und Filmschauspieler.

## Leben
Ali Hassan wurde in Fredericton, New Brunswick geboren und wuchs in Montreal, Quebec auf. Er studierte Business Administration an der McMaster University. Er unterbrach sein Studium um als IT-Berater in Chicago zu arbeiten, was ihm jedoch nicht wirklich befriedigte. Kurz vor dem 11. September 2001 wurde er entlassen und konnte als Muslim und mit einem arabisch klingenden Namen anschließend in den Vereinigten Staaten in den Nachwehen des Terroranschlags keinen Anschlussjob finden. So kehrte er nach Kanada zurück und beendete sein Studium. Anschließend arbeitete er im Catering-Chefkoch und versuchte mit seiner Crew als Fernsehkoch zu arbeiten.
Neben seiner Catering-Karriere versuchte er sich als Stand-up-Comedian, womit er wesentlich erfolgreicher wurde. So wurde er von CBC angeheuert und trat als regelmäßiger Diskussionsteilnehmer mehr als 160 mal in der Sendung George Stroumboulopoulos Tonight auf.
Ali Hassan wurde durch die Show so populär, dass er von nun an auch im Fernsehen auftreten konnte, unter anderem in  Designated Survivor (ABC), Cardinal (CTV), Odd Squad – Junge Agenten retten die Welt (PBS Kids), Game On! (YTV) und Man Seeking Woman (FXX). Im Radio wurde er Moderator der Show Laugh Out Loud auf CBC Radio und Sirius XM sowie Gastmoderator von q auf CBC und NPR.
Neben seiner Fernseh- und Radiotätigkeit tourt er außerdem mit seinem Soloprogramm Muslim Interrupted. Unter anderem trat er auf  dem Montreal Just for Laughs Festival, JFL42 in Toronto, dem Winnipeg Comedy Festival, dem Edinburgh Fringe Festival sowie zweimal auf dem Amman Stand-Up Comedy Festival auf.
2013 war er für den Canadian Comedy Award als bester Newcomer nominiert.

## Filmografie
- 2011: Goon – Kein Film für Pussies (Goon)
- 2011: Breakaway
- 2011: French Immersion
- 2014–2021: Odd Squad – Junge Agenten retten die Welt (Odd Squad, Fernsehserie, 8 Folgen)
- 2015–2016: Man Seeking Woman
- 2015–2016: Game On!
- 2016: Weihnachten auf der Bühne (A Nutcracker Christmas, Fernsehfilm)
- 2017: Cardinal
- 2017: Der Brotverdiener (The Breadwinner) (Synchronisation)
- 2017–2018: Designated Survivor
- 2017–2018: Dino Dana
- 2018: The Holiday Calendar
- 2019: Tammy’s Always Dying
- 2019: Carter (Fernsehserie, 1 Folge)
- 2019: Blood & Treasure – Kleopatras Fluch (Blood and Treasure, 5 Folgen)
- 2021: Murdoch Mysteries (Fernsehserie, 1 Folge)
- 2021: Workin’ Moms (Fernsehserie, 3 Folgen)